# Mayk
Mayk, pseudonimo di Mayksilvan da Silva Ferreira (Santo Antônio, 31 agosto 1999), è un calciatore brasiliano, difensore del Grêmio.

## Caratteristiche tecniche
È un terzino sinistro.

## Carriera
Mayk è cresciuto nel settore giovanile dell'América-RN ed ha debuttato in prima squadra il 22 marzo 2017 nell'incontro di Copa do Nordeste vinto 1-0 contro il Botafogo-PB. Nel giugno del 2018 è passato in prestito al Bahia dove ha giocato con la formazione Under-23, per poi venire acquistato a titolo definitivo l'anno successivo. Dopo aver giocato alcuni incontri del Campionato Baiano, nel marzo del 2020 è stato ceduto in prestito al Joinville. L'11 dicembre ha fatto ritorno al Bahia dove ha continuato a giocare con poca frequenza.
Il 28 dicembre 2021 è stato ceduto in prestito al Retrô, club che il 24 maggio seguente lo ha acquistato a titolo definitivo. Cinque giorni più tardi ha segnato il suo primo gol in carriera nel successo per 4-1 contro il São Paulo Crystal in Série D.
Il 27 settembre 2022 è stato acquistato dal Guarani, e nella stagione 2023 ha iniziato a giocare con regolarità sulla fascia sinistra. Il 28 settembre 2023 ha prolungato il contratto con i biancoverdi ed il 28 gennaio ha segnato la sua seconda rete in carriera, contro l'Ituano.
Il 15 febbraio 2024 ha firmato un biennale con il Grêmio ed il 1º giugno successivo ha debuttato in Série A nell'incontro perso 2-0 contro il RB Bragantino.

## Statistiche
Statistiche aggiornate al 31 ottobre 2024.

### Presenze e reti nei club
| Stagione        | Squadra         | Campionato      | Campionato | Campionato | Coppe nazionali | Coppe nazionali | Coppe nazionali | Coppe continentali | Coppe continentali | Coppe continentali | Altre coppe | Altre coppe | Altre coppe | Totale | Totale | Totale |
| Stagione        | Squadra         | Comp            | Pres       | Reti       | Comp            | Pres            | Reti            | Comp               | Pres               | Reti               | Comp        | Pres        | Reti        | Pres   | Reti   |        |
| --------------- | --------------- | --------------- | ---------- | ---------- | --------------- | --------------- | --------------- | ------------------ | ------------------ | ------------------ | ----------- | ----------- | ----------- | ------ | ------ | ------ |
| 2017            | América-RN      | PD/RN+D         | 3+1        | 0          | CB              | 0               | 0               | -                  | -                  | -                  | CdN         | 1           | 0           | 5      | 0      |        |
| 2018            | América-RN      | PD/RN+D         | 6+2        | 0          | CB              | 0               | 0               | -                  | -                  | -                  | -           | -           | -           | 8      | 0      |        |
| 2019            | Bahia           | PD/BA+A         | 2+0        | 0          | CB              | 0               | 0               | -                  | -                  | -                  | -           | -           | -           | 2      | 0      |        |
| 2020            | Bahia           | PD/BA+A         | 7+0        | 0          | CB              | 0               | 0               | -                  | -                  | -                  | -           | -           | -           | 7      | 0      |        |
| 2020            | Joinville       | PD/SC+D         | 2+3        | 0          | CB              | 0               | 0               | -                  | -                  | -                  | -           | -           | -           | 5      | 0      |        |
| 2021            | Bahia           | PD/BA+A         | 5+0        | 0          | CB              | 0               | 0               | -                  | -                  | -                  | CdN         | 1           | 0           | 6      | 0      |        |
| 2022            | Retrô           | A1/PE+D         | 11+15      | 0+1        | CB              | 0               | 0               | -                  | -                  | -                  | -           | -           | -           | 26     | 1      |        |
| 2022            | Guarani         | A1/SP+B         | 0+7        | 0          | CB              | 0               | 0               | -                  | -                  | -                  | -           | -           | -           | 7      | 0      |        |
| 2023            | Guarani         | A1/SP+B         | 4+36       | 0          | CB              | 0               | 0               | -                  | -                  | -                  | -           | -           | -           | 40     | 0      |        |
| 2024            | Guarani         | A1/SP+B         | 5+0        | 1+0        | CB              | 0               | 0               | -                  | -                  | -                  | -           | -           | -           | 5      | 1      |        |
| 2024            | Grêmio          | PD/RS+A         | 5+6        | 0          | CB              | 1               | 0               | CL                 | 1                  | 0                  | RG          | 1           | 0           | 14     | 0      |        |
| Totale carriera | Totale carriera | Totale carriera | 120        | 2          |                 | 1               | 0               |                    | 1                  | 0                  |             | 3           | 0           | 125    | 2      |        |

## Palmarès

### Club

#### Competizioni statali
- Copa do Nordeste: 1

Bahia: 2021
- Campionato Gaúcho: 1

Grêmio: 2024